# Balistique judiciaire
 (février 2016).
Si vous disposez d'ouvrages ou d'articles de référence ou si vous connaissez des sites web de qualité traitant du thème abordé ici, merci de compléter l'article en donnant les références utiles à sa vérifiabilité et en les liant à la section « Notes et références ».
 (février 2013).

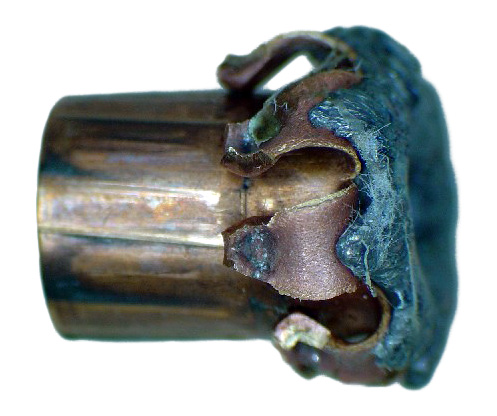
Balle à pointe creuse de calibre .38 Special.

La balistique judiciaire est une technique de police scientifique permettant d'élucider les circonstances d'un tir par arme à feu. Elle consiste à essayer de déterminer la nature de l’arme utilisée, le nombre de coups de feu tirés, la direction et la distance de tir. Elle étudie aussi les effets subis par les projectiles pour retrouver l’arme utilisée mais aussi les impacts et les blessures.
Elle étudie d'une part les effets subis par des projectiles tirés par des armes à feu, afin de pouvoir déterminer quelle arme a tiré une balle ou percuté un étui, et d'autre part les trajectoires, les impacts et les blessures. Pour identifier l'arme à l'origine d'un tir, on étudie les marques laissées par différentes actions lors du tir.
Lorsqu'on appuie sur la détente d'une arme, le marteau frappe le percuteur, qui imprime une marque sur l'amorce à la base de la douille ; de même d'autres pièces mécaniques s'impriment sur cette douille. La balle quant à elle est projetée avec force hors du canon. Dans celui-ci se trouvent des rainures métalliques (on parle de canon rayé ou de rifling) conçues pour imprimer un mouvement de rotation à la balle, ce qui en augmente la portée et la stabilité ; elles laissent des rayures sur la balle. Chaque tir avec la même arme laisse les mêmes empreintes sur les étuis et sur les balles ce qui permet de les comparer. Quant à l'étude des trajectoires et des impacts, elle se traduit par la mise en évidence des angles et des distances de tir.

## Les précurseurs

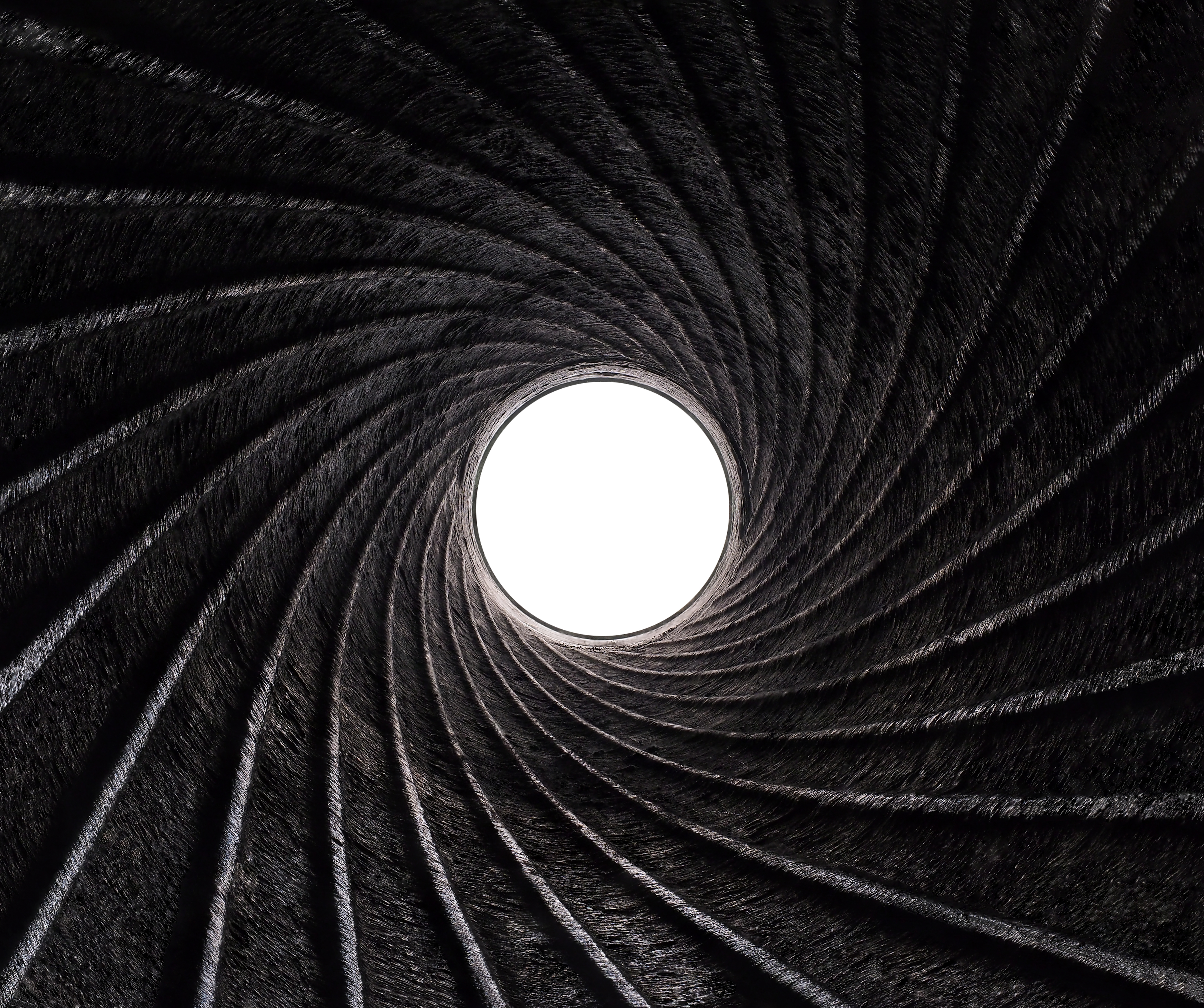
Rainurage hélicoïdal de l'âme d'un canon M75 austro-hongrois (1891)

La possibilité de comparer les munitions est le résultat direct de l'invention de la rayure hélicoïdale des armes à feu, entre 1493 et 1508.
En 1749, à Londres, l'un des pionniers dans le domaine des enquêtes criminelles, est  Henry Fielding (1707-1754). Il est crédité du développement des Bow Street Runners en Angleterre, précurseurs des détectives modernes. Fielding est également bien connu en tant que romancier et dramaturge. L'un des derniers Bow Street Runners, Henry Goddard (1800-1883), est crédité  d'avoir reconnu le potentiel des preuves d'armes à feu pour aider à identifier les criminels impliqués. En 1835, une balle sur une scène de crime a été identifiée par comparaison avec le moule utilisé pour sa fabrication.
En 1885, à Lyon une thèse de médecine intitulée « Étude médico-légale sur les plaies d'entrée par coups de revolver » a été présentée par Louis Félicien Albert Poix. L'étude impliquait l'examen et le rapport sur les blessures causées par les balles de revolver et présentait des informations de valeur pour le domaine médical, pour le domaine médico-légal, et l'identification des armes à feu. 
En 1888, le médecin légiste, anthropologue et criminologue français Alexandre Lacassagne a découvert que grâce aux stries de la balle, celle-ci peut être associée à l’arme correspondante. Pour la première fois dans la police scientifique, la balistique a aidé à résoudre une scène de crime du 22 février 1888, après avoir tiré une balle avec le revolver d'un suspect. Il a publié en 1889 un article intitulé « La déformation des balles de revolver » dans le Volume 4 des Archives de l'Anthropologie Criminelle.
Le médecin légiste américain Charles E. Waite (1865-1926) a trouvé un outil pour déterminer quel modèle d’arme a tiré un coup de feu en examinant les balles retrouvées. Il a été le premier scientifique à compiler un catalogue d'informations sur les armes à feu. Il faisait partie du groupe de scientifiques (Waite, Goddard, Phillip O. Gravelle, John H. Fisher) qui a adapté le microscope pour une utilisation en balistique comparative. Avec ses collègues il a fondé le Bureau of Forensic Ballistics à New York en avril 1925, pour fournir des services d'identification des armes à feu à travers les États-Unis,.
En 1925, Calvin H. Goddard et John H. Fisher ont développé l'hélixomètre, une sonde loupe utilisée pour examiner l'intérieur des canons d'armes à feu et mesurer avec précision la hauteur des rayures. Une application limitée a conduit à son obsolescence.
En 1929, le colonel Calvin H. Goddard (en) (1891-1955) médecin légiste et pionnier américain de la balistique médico-légale a identifié deux mitraillettes Thompson employées par les tueurs d’Al Capone le 14 février 1929 lors du massacre de la Saint-Valentin à Chicago et qui a conduit à l’arrestation de l’un d’entre eux. Il a collaboré avec Charles Waite au catalogage des armes à feu et à la conception du macroscope de comparaison,.  Après la mort de Waite en 1926, Goddard a dirigé le bureau new-yorkais jusqu'à sa dissolution en 1929.
En 1959, les chimistes Harold Harrison et Robert Gilroy de l'Université du Rhode Island ont développé un test par coloration (méthode chromophorique) pour pouvoir identifier les résidus des coups de feu (antimoine, baryum, plomb). Ce test permet de dire si un suspect a utilisé une arme ou non en utilisant le révélateur chimique qui porte leurs noms,.

## Les étuis

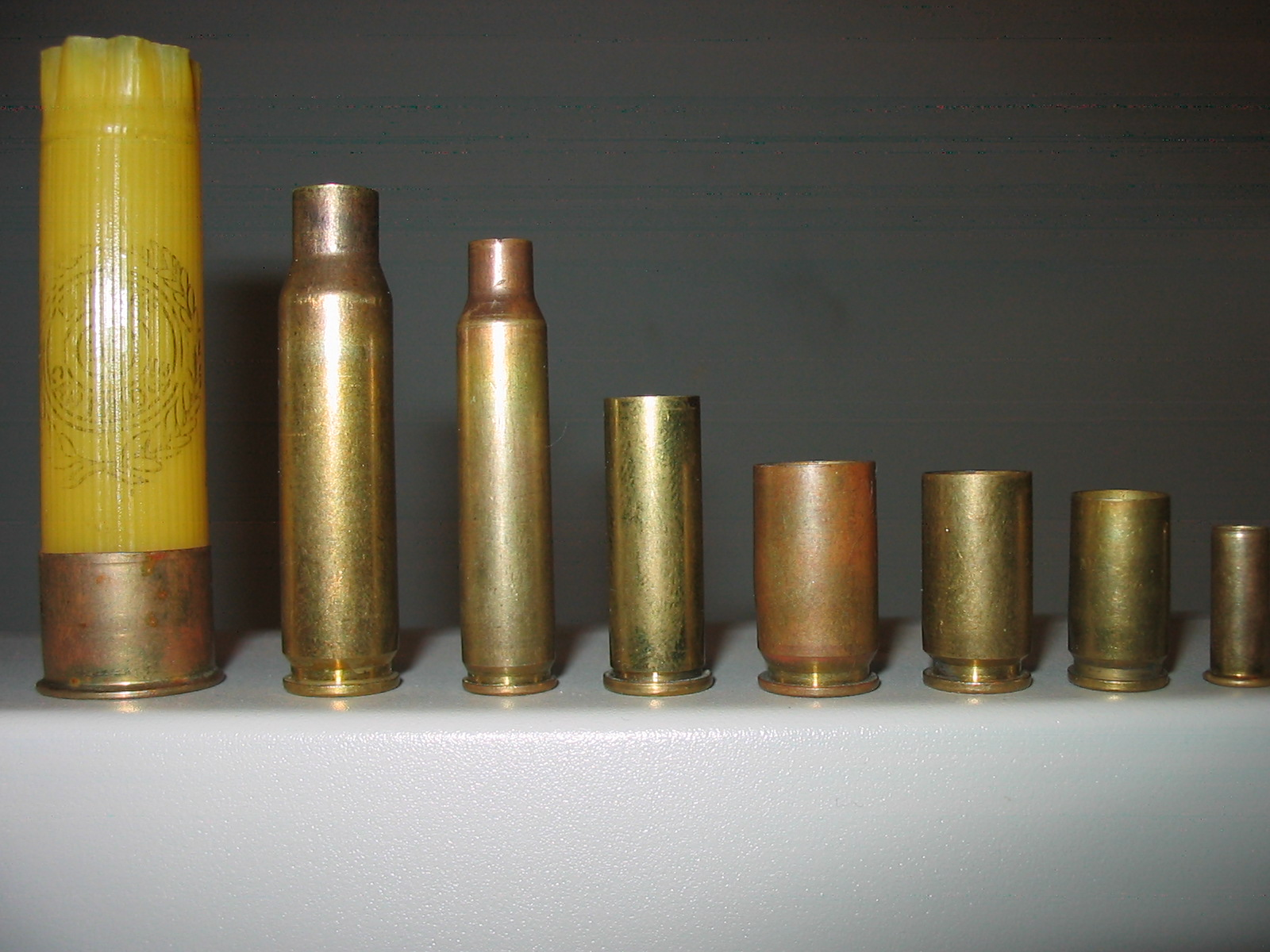
Exemples d'étuis et douilles de différents modèles.

Les étuis ou les étuis percutés correspondent au corps de la cartouche dans lequel se trouvait la poudre et au sommet duquel se trouvait la balle. Les deux termes sont synonymes mais par convention on emploie le terme d'étui pour les munitions de petit calibre et le terme de douille pour les munitions calibre supérieur à 20 mm, considérés dès lors comme des obus et non plus des cartouches. Les dimensions des étuis sont typiques de son calibre.
Des marquages sont inscrits par le fabricant au culot de l’étui (à sa base) ; ces marquages indiquent habituellement le calibre et la marque du fabricant pour les munitions civiles et le calibre et l'année de fabrication pour les munitions militaires. L'examen d'un étui se réalise sous loupe binoculaire.
Des marques particulières laissées par l'arme sont également visibles sur un étui percutée. Il s'agit principalement de l'empreinte du percuteur, de l'extracteur, de l'éjecteur et du fond de culasse. Le percuteur est une pièce pointue qui vient frapper l'amorce pour créer l'étincelle mettant le feu à la poudre, sa marque est présente sur tous les étuis percutés. L'extracteur est une griffe maintenant en place un étui dans une culasse mobile. L'éjecteur est une pièce fixe sur laquelle l'étui vient buter lors du mouvement arrière d'une culasse mobile et permettant le décrochage de l'extracteur et l'éjection par la fenêtre d'éjection. Le fond de culasse est la paroi de la chambre (logement dans lequel la munition est placée à l'entrée du canon pour être tirée) contre laquelle s'appuie l'étui.

## Les balles
Les balles portent l'impression des rayures issues de la traversée du canon. Ces rayures mesurent généralement entre 0,5 et 2 mm de large et leur nombre est le plus souvent compris entre 4 et 6. Elles correspondent à une zone de moindre diamètre par rapport au diamètre initial de la balle.
Certaines munitions ne tirent pas de balles mais des projectiles multiples tels que de petits plombs (cartouches de chasse) ; les armes tirant ces munitions disposent idéalement de canons lisses.

## Comparaison
Pour comparer deux balles entre elles ou deux étuis entre eux, on utilise un macroscope de comparaison. Il s'agit de deux loupes binoculaires montées sur un pont ; les images issues de chaque loupe sont renvoyées par un jeu de miroir au centre du pont où se trouvent l'optique de visualisation de l'opérateur et la caméra de capture d'image reliée à un écran de contrôle ; ces images apparaissent côte à côte.
Les étapes d'une comparaison sont :
- comparaison et identification du modèle d'arme ;
- étude du modèle ;
- finalement par les stries (étuis et balles) afin de déterminer l'arme avec précision.

La comparaison des étuis repose sur la comparaison des traces laissées par les pièces mécaniques de l'arme (percuteur, éjecteur, extracteur…) ; ces traces ont une forme typique du modèle de l'arme employée et contiennent des micro traces typiques de l'arme employée. Il est donc possible d'identifier le propriétaire.
La comparaison des balles repose sur la comparaison des rayures imprimées par le canon. Le nombre et la largeur des rayures sont typiques du modèle de l'arme employée et les micro stries situées à l'intérieur de chaque rayure sont typiques de l'arme utilisée.
La correspondance des micro traces sur les étuis ou des micro stries sur les balles permet de dire que ces éléments ont bien été tirées par la même arme.
Ainsi les balles et les étuis retrouvées sur une même scène de crimes ou sur des scènes (ou des lieux différents) permettent par comparaison macroscopique et microscopique de déterminer avec certitude s'il s'agit du même modèle ou de façon très précise si elles proviennent de la même arme à feu. Pour un expert en balistique, l'association douilles et balles est comparable à des empreintes digitales d'une arme à feu. Chaque arme à feu possède sa propre et unique empreinte qui résulte de l'effet combiné du percuteur - éjecteur - extracteur - sillon, rayures - … sur les balles et sur les étuis. La comparaison balistique permet d’individualiser une arme « unique » parmi le même modèle ou tous les modèles d'armes.

## Le calibre
Le calibre d'une arme à feu correspond au calibre de la munition qui lui est destiné. Le calibre d'une munition correspond principalement à la longueur de sa douille et au diamètre de son projectile. L'appellation utilisée comprend généralement le diamètre du projectile exprimé en mm ou en pouces, ainsi qu'une deuxième dimension chiffrée ou une mention littérale. Un même calibre peut avoir plusieurs appellations, par exemple les appellations 9 mm Luger, 9 × 19 mm Parabellum et 9 × 19 correspondent à un même calibre.
La plupart des calibres utilisés sont répertoriés par la Commission Internationale Permanente pour l'épreuve des armes à feu portatives (la CIP). Cette association édite pour chaque calibre une fiche mentionnant les dimensions de la cartouche et les pressions susceptibles d'être produites par leur mise à feu.

## Balistique
La balistique se décompose en trois parties :
- la balistique interne, qui étudie ce qui se passe dans le canon ;
- la balistique externe, qui étudie ce qui se passe après le tir : le mouvement d’un projectile à l’extérieur du canon ;
- la balistique terminale, qui étudie ce qui se passe lorsque le projectile frappe sa cible.

### La balistique interne

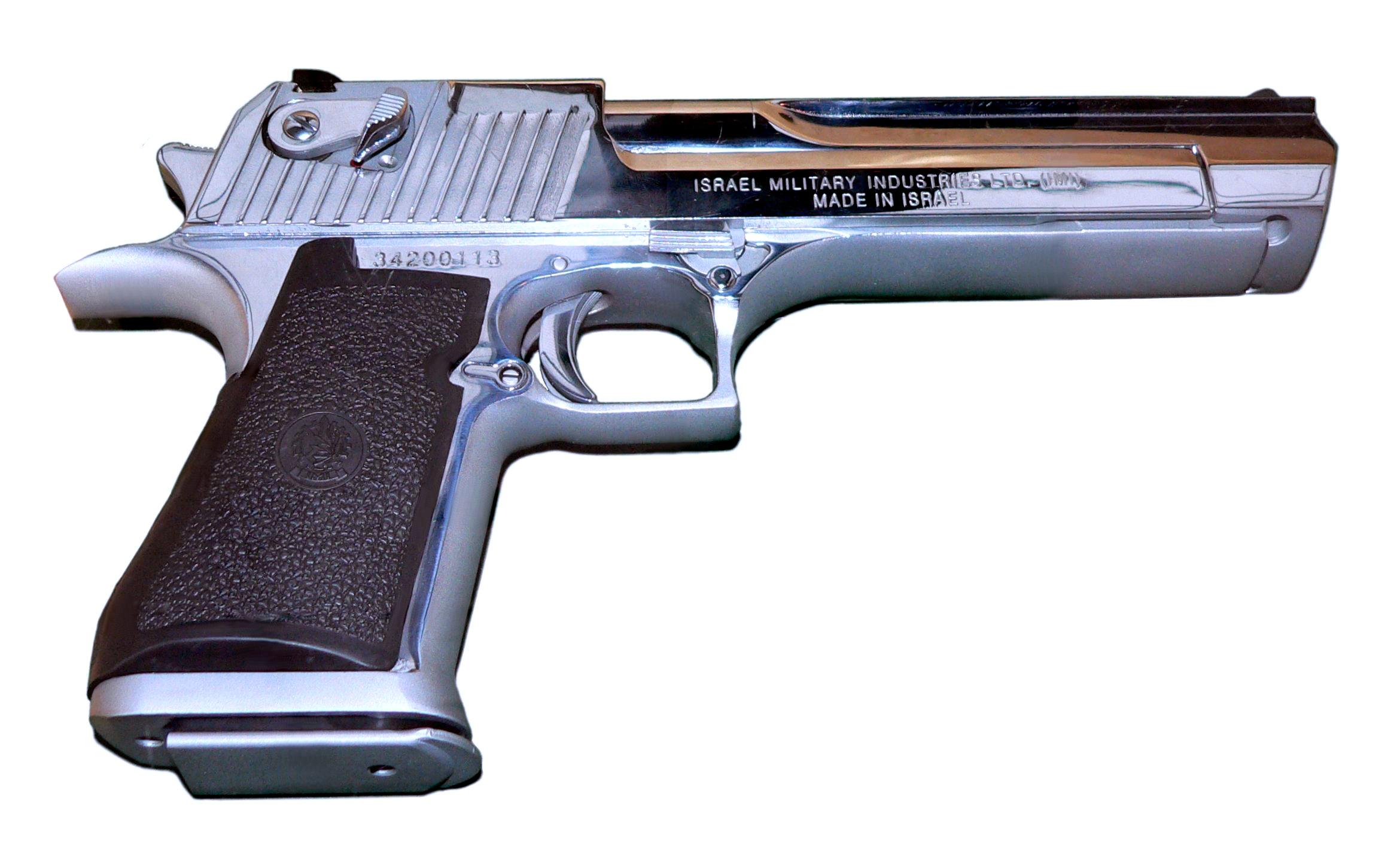
Pistolet Desert Eagle, ici de fabrication israélienne.

Ces phénomènes se produisent dans un temps extrêmement court, allant de quelques millisecondes, soit moins d’un centième de seconde, pour les armes de petit calibre (comme le .22 Long Rifle), à quelques dizaines de millisecondes pour celles de gros calibres (comme le Desert Eagle), depuis que le percuteur frappe la douille jusqu’à la sortie de la balle du canon.
La balistique interne étudie surtout la transformation de l’énergie chimique de la poudre contenue dans la munition en énergie mécanique (ou cinétique). Cette transformation se traduit à l'intérieur de la douille par la formation de gaz de combustion sous pression. Cette pression est communiquée au projectile qui s'extrait de son étui et acquiert une vitesse et donc une énergie. Cette énergie cinétique dépend de la masse et de la vitesse du projectile.
On calcule cette énergie comme suit : Énergie cinétique = ½.m.v²
Où m est la masse du projectile en kg et v est la vitesse du projectile en m/s (pour connaître les caractéristiques de certaines munitions, voir le chapitre 3 sur les munitions). Le résultat est donné en joules.
Exemple avec une munition .357 Magnum pour revolver
Cette munition est une des plus puissantes pour revolvers ; elle a une vitesse de maximum 387 m/s et une masse maximale de 0,011 7 kg (nous avons choisi les extrêmes de ses caractéristiques). Ce qui donne donc une énergie cinétique d’environ 876 J.
Prenons maintenant un calibre moyen, la .40 Smith & Wesson qui a une vitesse de 400 m/s et une masse de 0,008 7 kg. On obtient une énergie de 696 J.
Plus un projectile est lourd et plus il a une grande vitesse, plus il sera puissant (plus il aura une grande énergie cinétique).
Cette formule montre bien à quel point la vitesse aussi bien que la masse du projectile sont importantes lors du tir : doubler la masse du projectile équivaut à doubler l’énergie cinétique tandis que doubler la vitesse du projectile revient à quadrupler l’énergie cinétique.
Pour comparaison, l'énergie développée :
- par les pistolets à billes est de 0,01 à 2 J ;
- par les carabines à air comprimé de 5 à 40 J ;
- par les munitions de calibre 22 long rifle de 150 J environ ;
- par les munitions de fusils d'assaut ou de carabines de grande chasse de 1 500 à 7 000 J.

En balistique terminale, l’énergie cinétique est le critère majeur de la dangerosité d'une munition et est étroitement liée à la formation des cavités lésionnelles (voir balistique terminale).

Schéma de principe de la munition d'une arme à feu et de la plupart des canons ; 1 balle ou obus (lui-même chargé d'explosif ou d'un toxique chimique), 2 douille ou étui, 3 Charge explosive propulsive (nitrate en général), 4 culot, 5 amorce

Le cycle balistique se décompose en trois étapes :
1. La phase d’allumage durant laquelle tous les grains de poudre devraient s’allumer simultanément sur toute la surface de combustion disponible, entraînant une émission de gaz dans l'étui (ou chambre de combustion), une augmentation de la pression (due au gaz) et la mise en mouvement du projectile due à la forte pression. Une trop grande augmentation de gaz peut faire exploser l'étui et/ou le canon ;
2. La phase de combustion durant laquelle le projectile se met en mouvement, créant une augmentation du volume libre des gaz formés et une diminution de la pression. L’une des fonctions de l'étui consiste à se dilater lors du tir de façon à sceller la chambre à cartouche et ainsi d'éviter des fuites de gaz. Si l'étui est trop dur, il se fend lors du tir et à l’inverse, si l'étui est trop tendre, il ne rétrécit pas après le tir et a donc du mal à s’extraire de la chambre à cartouche. Le volume libre augmentant constamment, la pression diminue malgré la production de gaz de combustion. Cette combustion continue ou se termine tout au long du parcours du projectile dans le canon ;
3. Durant la phase de détente, en théorie toute la poudre a brûlé, la pression des gaz sur la base du projectile le fait accélérer et la pression s’estompe dans l’arme.
Il est à noter que la combustion de la poudre entraîne une très forte augmentation de la pression. Les canons sont spécialement créés afin de résister à ces pressions.

Un projectile se déplaçant à une vitesse supérieure à 344 m/s (vitesse du son) va créer des ondes de choc qui constituent un front très mince d’air localement échauffé et très comprimé, influençant sensiblement la résistance à l’air d’un projectile. L’angle que fait cette onde de choc par rapport à la direction du projectile dépend de la vitesse de celui-ci : plus grande sera sa vitesse et plus petit sera l’angle d’ouverture de l’onde de choc. Une inégalité sur le chemisage d’un projectile entraîne toujours à la vitesse du son une onde de choc supplémentaire.

#### Pression de la détente
Lorsque l’on appuie sur la détente, le percuteur frappe l'étui (souvent le culot) et fait éclater l’amorce. La flamme intense, créée ainsi, remplit l'intérieur de l'étui et allume la charge de poudre. Une cartouche pleine de poudre, ou presque, va être plus efficace qu'une cartouche partiellement remplie. Si le projectile est lourd et maintenu solidement dans le collet de la cartouche, ou si la pression des rayures sur le projectile est grande, le confinement de la poudre est accentué et la combustion va procéder plus rapidement.
Plus le canon sera long, plus la poudre aura de temps pour pousser le projectile. Mais à une certaine longueur de canon, la poudre ne pourra plus pousser le projectile et il y aura une baisse de vivacité : la balle ira moins loin, moins vite et sera moins précise.

#### Recul
Lors du tir, un choc en retour se produit et est ressenti par le tireur. Ce choc est dû à l’impulsion produite par les projectiles et les gaz.
On calcule cette impulsion selon cette formule :
- P = m.v
  - P représente l’impulsion, une quantité de mouvement en kg m/s, m est la masse en kilogramme et v la vitesse en m/s. En raison de la conservation de la quantité de mouvement, l’impulsion du projectile ainsi que la masse de gaz étant dirigés vers l’avant, une impulsion de l’arme se produit vers l’arrière, destinée à contrebalancer les impulsions du projectile et des gaz, que l’on nomme impulsion de recul.

Sur les armes d’épaule (fusils, fusils d’assaut…), l’impulsion de recul se fera horizontalement, dans le prolongement de la crosse : le tireur ressent le recul dans son épaule, là où est placée la crosse de l’arme. Dans les armes de poing (revolvers, pistolets, deringers), cette impulsion de recul provoque un mouvement de recul en oblique vers le haut. Si le recul est trop puissant sur une arme de poing (prenons une nouvelle fois comme exemple le Desert Eagle), il est impossible de conserver une ligne de mire droite ; ce recul peut être dangereux.
Le recul ne sera jamais ressenti de la même façon par deux personnes : il sera ressenti différemment selon leur constitution physique, leur état mental (stress, colère…), leur habitude à manier les armes et donc la technique de prise en main et de positionnement du corps lors du tir.

#### Bruits provoqués par l’arme
Lors du tir, le projectile est accompagné, en plus des résidus de tir (résidus de poudre et d’amorce), d’un bruit.
Le bruit perçu lors d’un coup de feu peut provenir de nombreux phénomènes, en voici les principaux :
- le choc du percuteur sur la capsule d’amorçage ;
- la combustion extrêmement rapide de la poudre ;
- la perte de gaz dans le cône de forcement pour les revolvers, hormis les Nagant ;
- la détente brusque des gaz à la bouche des canons (ce bruit se produit dans tous les cas) ;
- la vitesse du projectile quand elle est supérieure à la vitesse du son (344 m/s) ;
- le mécanisme de rechargement pour les armes automatiques et semi-automatiques.

Un réducteur (silencieux) peut réduire tous les bruits sauf le bruit du choc du percuteur sur la capsule d’amorçage et le bruit du rechargement pour les armes automatiques et semi-automatiques. Le réducteur de son réduit et perturbe la vitesse des gaz.
On classe généralement les réducteurs de son en plusieurs catégories :
- ceux qui ne nécessitent pas de modification de l'arme qu'ils équipent ;
- ceux qui se vissent sur le canon, et nécessitant donc son filetage ;
- ceux intégrés à l'arme et qui ne font qu'une seule et même pièce avec le canon (comme le H&K MP5 SSD).Le HK MP5 SSD

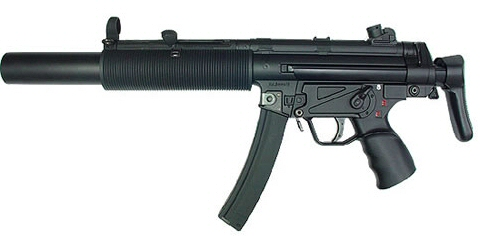
Le HK MP5 SSD

On pourrait ajouter à cela une dernière catégorie qui engloberait les armes qui possèdent au bout de leur canon une sorte de vis où l’on peut y visser un réducteur de son, comme le Sig Sauer Mosquito. Le réducteur de son permet l’expansion progressive de gaz en les diffusant dans de petites chambres en téflon ou en nylon. Cette perturbation permet d’éviter l’expansion brutale des gaz en les dispersant à la sortie du canon.
À noter que la vitesse du projectile peut varier de 6 m/s à 4 m/s quand l’arme utilise un réducteur de son. Pour les projectiles dépassant la vitesse du son, le réducteur de son n’a aucune utilité vu que le mur du son subsiste. Ces réducteurs de son - lorsqu’ils sont fabriqués artisanalement - utilisent des pots d’échappement de mobylette, basés sur le même système.

### La balistique externe
Lors d’un meurtre ou d’un suicide, les distances sont généralement très faibles, allant d’à bout touchant à une dizaine de mètres. De ce fait, la gravitation et les frottements de l'air sont négligeables et les trajectoires sont donc considérées comme droites.
Dans un projectile, il faut différencier le centre de gravité CG du centre de pression CP. Le centre de gravité est « le point auquel peut être associé le poids total d’un solide rigide » et le centre de pression est « le point où s’applique la résistance de l’air ». En général, le centre de pression se situe après le centre de gravité. C’est sur ce point que vont s’appliquer les forces de frottement, induisant l’apparition d’un mouvement d’obliquité (on parle aussi d’angle de lacet). Pour un projectile stable sur sa trajectoire, cet angle ne dépasse pas un à deux degrés.
L’effet gyroscopique, imprimé par les champs du canon, donne au projectile une meilleure stabilité et donc une plus grande précision lors du tir par effet gyroscopique, qui contrebalance les oscillations en rendant le projectile plus stable. Pour les projectiles empennés, le centre de pression se trouve en arrière du centre de gravité, ce qui lui confère une stabilité intrinsèque (le projectile est alors gyroscopiquement stable). Le mouvement de rotation autour de l’axe n’est dès lors plus nécessaire pour stabiliser le projectile, puisque la résistance de l’air assure l’alignement de l’axe longitudinal avec le vecteur vitesse.
- Projectile d’arme à air comprimé 100 à 350 m/s
- Arme de poing 250 à 450 m/s
- Arme d’épaule 600 à 1 000 m/s
- Fléchettes 1 500 à 1 800 m/s
- Éclats inférieurs à 2 000 m/s

#### Trajectoire de la balle
Les projectiles vont sur leur cible sous une trajectoire parabolique, qui devient de plus en plus courbée à mesure que la distance augmente et que la vélocité diminue (comme une balle de tennis qu'on lance au loin à la main). En réalité, le projectile commence à tomber dès l'instant où il quitte le canon. Toutefois, la ligne centrale du canon est inclinée légèrement vers le haut par rapport à la ligne de mire (qui se trouve au-dessus du canon), de façon que le projectile croise la ligne de mire lorsqu'il monte, et une seconde fois lorsqu'il redescend à ce qu'on appelle la portée « zéro ».
Le projectile atteint le plus souvent sa cible là où l’on a visé. Mais dans certaines conditions et sur de certaines distances, certains éléments peuvent faire changer la balle de trajectoire, de quelques centimètres à plus d’un mètre selon les conditions. Celles-ci sont le vent, la pluie, le brouillard…

### La balistique terminale
La plasticine et le savon balistique sont classés dans la catégorie des simulants peu élastiques, sur lesquels l’empreinte de la totalité de phénomènes énergétiques reste marquée. En revanche, la gélatine fait partie des simulants élastiques sur lesquels seule une partie des phénomènes reste marquée. L’un des meilleurs simulants est la gélatine à 10 %. Elle ne permet cependant pas d’observer les cavités temporaires. Elle a néanmoins comme inconvénient d’être un milieu homogène alors que le corps humain est un milieu hétérogène et complexe. L’autre simulant utilisé est le savon balistique dont la densité est pratiquement égale à celle de la gélatine et du tissu musculaire humain (masse volumique = 1,6 g/cm2). Les propriétés d’un bon simulant par rapport à un tissu cible sont les suivantes :
- décélération similaire du projectile ;
- même dimension de la cavité temporaire ;
- même dimension de la cavité permanente ;
- reproductibilité lors des tests.

Le savon balistique, contrairement à la gélatine, a l’avantage de pouvoir être conservé. Il existe aussi un simulant pour les os, fait de plastique.
On parle d’effet écran lorsque le projectile passe au travers d’un objectif intermédiaire avant d’atteindre la cible finale. Ce phénomène peut être à l’origine d’une altération du profil de la blessure, notamment lorsque le projectile se fragmente ou dévie de sa trajectoire originelle en se déstabilisant.
Le domaine de la balistique lésionnelle est important pour le médecin légiste et le criminaliste dans le cadre de la reconstitution de cas et de la compréhension des phénomènes lésionnels (chronologie des tirs, distance et inclinaison du tir déterminés par des tables). Ce domaine est également primordial pour les chasseurs, afin qu’ils puissent adapter leurs munitions au gibier. La balistique terminale revêt aussi beaucoup d’importance pour les policiers et les militaires, en permettant de nouveaux concepts d’armes et de munitions. Selon l’usage particulier de la munition, les fabricants doivent trouver un bon compromis entre la pénétration et la déformation du projectile afin de diminuer au maximum les ricochets et d’optimiser le pouvoir vulnérant.

#### Rebonds
L'étude du phénomène des ricochets est importante pour la reconstitution d’une scène de crime et la compréhension du phénomène lésionnel. Dans ce domaine, les paramètres suivants sont à considérer : l’angle d’incidence, l’angle de ricochet, l’angle critique du ricochet, l’angle de déviation et la pénétration et la longueur du contact.
L’angle d’incidence est défini comme étant l’angle avec lequel le projectile vient frapper sa cible (ou, plus précisément, l’angle compris entre la trajectoire du projectile et le plan formé par la cible).
L’angle de ricochet (ou angle de réflexion) est défini comme étant l’angle compris entre la trajectoire du projectile après ricochet et la cible sur laquelle le projectile a ricoché.
L’angle critique du ricochet est la valeur d’angle d’incidence maximale pour que le projectile ricoche encore; au-delà de cette valeur, le projectile se fragmente ou pénètre la cible. Cette valeur dépend des caractéristiques du projectile et de la cible. L’angle de déviation est négligeable sur de courtes distances.
Le ricochet est influencé par plusieurs paramètres, dont la vitesse du projectile, sa composition, son chemisage, sa forme et la nature de la cible (dure ou molle).
Dans le cas d’une cible molle, plus la pénétration est profonde, plus la longueur de contact sera importante. Si la cible n’est pas suffisamment épaisse, le projectile peut la traverser. En se référent à l’équation de l’énergie cinétique, on remarque que l’énergie mise en jeu au moment de l’impact provoque une déformation élastique du projectile et de la cible. Une partie de cette énergie est restituée au projectile, ce qui fait qu’il ricoche.
Le chemisage influence directement le coefficient d’élasticité k du projectile.

#### Distance de tir
La distance de tir est définie comme étant la distance séparant la bouche du canon de la cible.
On parle d’un tir à bout touchant lorsque le canon est en contact avec la cible ou à distance de moins de deux centimètres environ. Un tir est à bout portant lorsque l’arme est assez près de la cible pour laisser des résidus de tir (ne sont pas pris en compte la collerette d’essuyage et les résidus se déplaçant avec le projectile), ce qui correspond à une distance inférieure à 20 cm. La collerette d’essuyage est la zone de la cible entrant en contact avec le projectile lors de son passage au travers de celle-ci ; au vu des différents résidus se trouvant sur un projectile, la collerette d’essuyage possède souvent une coloration sombre.
Dans le cas d’un tir à bout portant oblique, une zone parcheminée noirâtre permet d’indiquer comment l’arme était tenue. À partir de ces éléments, plusieurs cas de figure peuvent être pris en compte.
Effets d’un projectile sur cible molle
Lors d’un tir dans un corps mou ou semi-dur, deux phénomènes distincts se produisent, engendrant des cavités dites temporaires et permanentes.
La cavité temporaire est formée par le transfert de l’énergie cinétique du projectile aux tissus ; la pression développée peut varier de 100 à 200 atmosphères (200 atm) pouvant entraîner une désintégration partielle ou complète des organes frappés par le projectile. De telles pressions sont également suffisantes pour causer la fracture des os et des vaisseaux sanguins adjacents à la cavité formée. Cette énergie provoque une dilatation (transitoire, de l’ordre de 5 à 10 m/s), située sur le trajet du projectile et caractérisée par un refoulement brutal des tissus mous qui, en raison de leur propriété élastique, ont tendance à revenir à leur état initial. Un tel phénomène ne peut être observé qu’avec une caméra haute vitesse (voir plus haut). Dans le cas du savon balistique, la cavité permanente ne sera pas visible.
La cavité permanente (ou résiduelle) est constituée de tissu broyé, nécrosé et correspond aux lésions définitives. Les dimensions de cette cavité résiduelle sont le vrai reflet de la vulnérabilité du projectile, il s’agit de la cavité réelle causée par le projectile.
Le profil lésionnel d’un projectile d’arme de poing est relativement stable dans la gélatine, du fait qu’il bascule peu, créé une faible cavité temporaire et ne se fragmente pas (il ne se déforme pas non plus). Lorsque le projectile touche une cible, il garde sur une certaine distance une ligne droite appelée tunnel d’attrition (neck ou narrow channel), puis, en fonction de sa forme, de son poids, de sa vitesse, ainsi que de la structure du milieu, le projectile a tendance à se mettre en travers et à être brutalement freiné dans le milieu traversé.
Le tunnel d’attrition créé est régulier et possède un diamètre proche du calibre du projectile, offrant tout de même une pénétration importante. En raison du phénomène du champignonnage, le diamètre du tunnel d’attrition est plus important avec des munitions à tête creuse. (image munition à tête creuse)

#### Expansion des projectiles à tête creuse ou en plomb
Les projectiles à tête creuse (hollow point) ont tendance à s’ouvrir en corolle (on dit aussi champignonner) lorsqu’ils touchent certains types de cibles comme l’eau, la plasticine ou les tissus mous. Selon les caractéristiques intrinsèques et la vitesse du projectile, ce dernier augmente plus ou moins de diamètre. Il se produit un tunnel d’attrition plus grand que le calibre initial. Le trou d’entrée produit par un projectile à tête creuse est plus large et irrégulier que celui causé par un projectile FMJ ou TMJ. Le degré d’expansion de la munition (ou du champignonnage) peut être contrôlé, par exemple en préfragmentant la tête des munitions. Les projectiles d’armes d’épaule ont tendance à se retourner lorsqu’ils ont touché la cible, provoquant une (ou plusieurs) cavité temporaire importante. Dans le cas où le projectile a un potentiel de déstabilisation faible (projectiles FMJ et TMJ pour armes de poing), celui-ci peut ne pas se retourner et le trajet se limite alors à un simple tunnel d’attrition (pour autant qu’aucun os ne soit touché). La cavité temporaire est alors limitée.

##### Projectiles agissant par fragmentation
Certains projectiles ont pour effet un polycriblage lorsqu’ils touchent leur cible. Chaque éclat formé crée son propre tunnel d’attrition, le tout entraînant une cavité temporaire vaste.
La peau offre une résistance assez grande à la pénétration des projectiles ; après l'avoir percée, il suffit qu’il reste au projectile une énergie minime pour qu’il pénètre profondément dans les chairs.
Un projectile qui pénètre dans les parties molles à une vitesse supérieure à 150 m/s y fait un trajet sensiblement rectiligne et dans le prolongement de sa trajectoire dans l‘air. Pour une vitesse inférieure à 150 m/s, le projectile, frappant très obliquement, peut cheminer entre peau et chair et contourner les organes.
Les projectiles en plomb dur et les balles Dum Dum dont la pointe est dépourvue de chemisage commencent à se déformer dans les chairs à la vitesse d’arrivée de 330 m/s. Leur déformation y est très grande à 400 m/s.
Les projectiles en plomb mou et nu commencent à se briser sur les os quand leur vitesse est de 160 m/s. La pulvérisation de l’avant du projectile et la fragmentation du reste sont d’autant plus complètes que la vitesse est plus grande et que l’os est plus résistant. La fragmentation du projectile sur les gros os est complète à la vitesse d’environ 350-400 m/s.
Le chemisage de moyenne épaisseur commence à se briser sur les gros os à la vitesse de 150 m/s, sa rupture est complète à la vitesse de 400 m/s. Ces enveloppes n’augmentent que peu la résistance des balles à la fragmentation.